# Psychoglypha prita
Psychoglypha prita är en nattsländeart som först beskrevs av Milne 1935.  Psychoglypha prita ingår i släktet Psychoglypha och familjen husmasknattsländor. Inga underarter finns listade i Catalogue of Life.